# Philodromus sanjeevi
Philodromus sanjeevi är en spindelart som beskrevs av Gajbe 2004. Philodromus sanjeevi ingår i släktet Philodromus och familjen snabblöparspindlar. Inga underarter finns listade i Catalogue of Life.